# Rhabdomys dilectus
Rhabdomys dilectus là một loài động vật có vú trong họ Chuột, bộ Gặm nhấm. Loài này được De Winton mô tả năm 1897.